# 沟门镇
沟门镇，是中华人民共和国内蒙古自治区包头市土默特右旗下辖的一个乡镇级行政单位。

## 行政区划
沟门镇下辖以下地区：
阿刀亥社区、一三七社区、农林社区、火盘村、西湾村、庙湾村、后湾村、东湾村、小城村、纳太村、沙兵崖村、北只图村、威俊村、此老气村、板申气村、马留村和土右新型工业园区。